# Златна улица
Златна улица (чеш. Zlatá ulička) је позната улица у Прагу, смештена у оквиру комплекса Прашког замка, у градској четврти Храдчани. Састоји се од низа од једанаест минијатурних шарених кућа, које су саграђене у маниристичком стилу крајем 16. века.

## Положај
Златна улица је смештена на североисточној страни Прашког замка, југоисточно од Краљевског врта. Смештена је уз зидине замка, ограничена са западне стране Белом кулом а са источне Кулом Далиборка. Дугачка је 71 метар.

## Историја
Златна улица је настала након изградње новог северног зида Замка крајем 16. века. Цар Рудолф II је 1597. године одлучио да уступи простор стражарима који су чували утврђење. Пошто је било 24 стражара, а простор ограничен, морали су да направе веома мале куће за њих и њихове породице. Материјал који су користили су камен, блато и дрво. Цар је забранио да граде прозоре у правцу Јеленског јарка или да кућу продају или изнајмљују неком другом.
Педесет година након изградње, куће су сведене на 14 и стражари више нису живели тамо. Уместо тога, куће су биле насељене занатлијама попут златара. Сиромашни радници и уметници су живели у кућама од 1800-их.
Каже се да име Златна улица потиче од  алхемичара које је Рудолф II населио овде, покушавајући да метал претвори у злато. Вероватније је да је улица добила име по златарима који су у 17. веку насељавали куће.
Сиромашни људи су живели у преосталим кућама, али они су исељени након Другог светског рата, када је улица национализована. Куће су обновљене и обојене живописним пастелним бојама између 1952. и 1955. године.
У кућама се данас налазе продавнице сувенира и књижаре. 

## Познати станари
Неколико познатих писаца живело је у овим малим кућама. Најпознатији од њих је Франц Кафка који је боравио овде у кући бр. 22 код своје сестре Отле између 1916. и 1917. године, и вероватно је овде написао своју књигу Сеоски лекар. Данас је у овој кући књижара.
Други познати писац који је живео овде био је нобеловац и потписник Повеље 77, Јарослав Сајферт који је живео 1929. године у сада срушеној згради.
У кући бр. 14, живела је пре Другог светског рата чувена пророчица Мадам из Тебе (фр. Madame de Thèbes), коју је, због својих предвиђања за скори пад Трећег рајха, немачка тајна полиција ухапсила и погубила.
Степенице у кући бр. 12 омогућавају излаз на терасу испред куле зване Далиборка. Ова округла топовска кула чинила је део утврђења  и њен доњи спрат коришћен је као затвор. Први и уједно и најпознатији заробљеник био је витез Далибор Козоједи, који је овде затворен 1498. године. Дане у затвору проводио је свирајући виолину, па кад се она више није чула сви су знали да је погубљен. То је инспирисало Беджиха Сметану  да компонује оперу „Далибор“.